# Gran Premio de los Países Bajos de Motociclismo de 1969
El Gran Premio de los Países Bajos de Motociclismo de 1969 fue la quinta prueba de la temporada 1969 del Campeonato Mundial de Motociclismo. El Gran Premio se disputó el 28 de junio de 1969 en el Circuito de Assen.

## Resultados 500cc
En 500cc, Alan Barnett (Métisse-Matchless) y Billie Nelson (Paton) salieron junto a Giacomo Agostini en la primera fila pero tan solo Peter Williams logró seguir al campeón italiano razonablemente bien. Percy Tait (Triumph) era tercero pero tuvo que detenerse un poco más tarde con un tanque de gasolina con fugas, lo que le permitió a Alan Barnett tomar el tercer lugar.
| Pos.    | Piloto             | Equipo                  | Tiempo     | Pts. |
| ------- | ------------------ | ----------------------- | ---------- | ---- |
| 1       | Giacomo Agostini   | MV Agusta               | 1h 04' 29" | 15   |
| 2       | Peter Williams     | Matchless               | +2' 35" 9  | 12   |
| 3       | Alan Barnett       | Kirby Metisse-Matchless | +2' 47" 1  | 10   |
| 4       | Gilberto Milani    | Aermacchi               | +1 Vuelta  | 8    |
| 5       | Jack Findlay       | Aermacchi               | +1 Vuelta  | 6    |
| 6       | Gyula Marsovszky   | LinTo                   | +1 Vuelta  | 5    |
| 7       | Godfrey Nash       | Norton                  | +1 Vuelta  | 4    |
| 8       | Ron Chandler       | Seeley                  | +1 Vuelta  | 3    |
| 9       | Billie Nelson      | Paton                   | +1 Vuelta  | 2    |
| 10      | Karl Auer          | Matchless               | +1 Vuelta  | 1    |
| 11      | Keith Turner       | LinTo                   | +1 Vuelta  |      |
| 12      | Bohumil Staša      | ČZ                      | +1 Vuelta  |      |
| 13      | Dan Shorey         | Seeley                  | +1 Vuelta  |      |
| 14      | Tom Dickie         | Seeley                  | +1 Vuelta  |      |
| 15      | Walter Scheimann   | Norton                  | +1 Vuelta  |      |
| 16      | Robin Fitton       | Norton                  | +1 Vuelta  |      |
| 17      | Henk Kist          | Honda                   | +2 Vueltas |      |
| 18      | Paul Smart         | Seeley                  | +2 Vueltas |      |
| 19      | Terry Dennehy      | Honda                   | +2 Vueltas |      |
| 20      | Mike van Aken      | Bultaco                 | +3 Vueltas |      |
| Ret     | Percy Tait         | Triumph                 | Ret        |      |
| Ret     | Silvano Bertarelli | Paton                   | Ret        |      |
| Ret     | Karl Hoppe         | Metisse-URS             | Ret        |      |
| Ret     | Steve Ellis        | LinTo                   | Ret        |      |
| Ret     | Alberto Pagani     | LinTo                   | Ret        |      |
| Ret     | André-Luc Appietto | Paton                   | Ret        |      |
| Ret     | Theo Louwes        | Norton                  | Ret        |      |
| Ret     | John Dodds         | LinTo                   | Ret        |      |
| Fuente: |                    |                         |            |      |

## Resultados 350cc
Renzo Pasolini no comenzó en la carrera de 350cc en Assen. Eso fue una decepción, porque se esperaba que solo él pudiera haber resistido a Giacomo Agostini. Al menos encontró la oposición de Bill Ivy e, inesperadamente, de Rodney Gould. Ivy pasó el pit varias veces con tres dedos en el aire para indicar que su máquina funcionaba con tres cilindros. Ago también ocasionalmente tuvo problemas con su MV Agusta , así que todavía hubo algo de tensión. Pero todo cambió con la retirada de Gould por problemas mecánicos. Ago ganó, Ivy se convirtió en segundo y Gould tercero. En las semanas posteriores, Benelli anunció que el sistema de cuatro cilindros en 350cc no se usaría de momento.
| Pos. | Piloto              | Moto              | Tiempo     | Pts. |
| ---- | ------------------- | ----------------- | ---------- | ---- |
| 1    | Giacomo Agostini    | MV Agusta         | 1h 04' 23" | 15   |
| 2    | Bill Ivy            | Jawa              | +51" 3     | 12   |
| 3    | Silvio Grassetti    | Yamaha            | +2' 50"    | 10   |
| 4    | Karl Hoppe          | Yamaha            | +3' 29" 8  | 8    |
| 5    | Jack Findlay        | Yamaha            | +1 Vuelta  | 6    |
| 6    | Giuseppe Visenzi    | Yamaha            | +1 Vuelta  | 5    |
| 7    | Kel Carruthers      | Aermacchi         | +1 Vuelta  | 4    |
| 8    | Cliff Carr          | Yamaha            | +1 Vuelta  | 3    |
| 9    | Jan Kostwinder      | Yamaha            | +1 Vuelta  | 2    |
| 10   | Leo Commu           | Yamaha            | +1 Vuelta  | 1    |
| 11   | Jim Curry           | Aermacchi         | +1 Vuelta  |      |
| 12   | Billie Nelson       | Aermacchi         | +1 Vuelta  |      |
| 13   | Terry Grotefeld     | Yamaha            | +1 Vuelta  |      |
| 14   | Adolf Ohligschläger | Yamaha            | +1 Vuelta  |      |
| Ret  | František Šťastný   | Jawa              | Ret        |      |
| Ret  | Rodney Gould        | Yamaha            | Ret        |      |
| Ret  | Theo Louwes         | Drixton-Aermacchi | Ret        |      |

## Resultados 250cc
En el cuarto de litro, Rodney Gould fue el más rápido en los entrenamientos con su Daytona - Yamaha. tres segundos más rápido que Renzo Pasolini, que no parecía estar realmente en forma por su caída en el Gran Premio anterior. Gould también fue cuatro segundos más rápido que Santiago Herrero (con la nueva versión refrigerada por agua de OSSA) y seis segundos más rápido que Kel Carruthers que a pesar del regreso de Pasolini permaneció con Benelli. Después del comienzo, Dieter Braun salió disparado con su MZ RE 250 pero Rodney Gould tomó la delantera. Fue perseguido durante mucho tiempo por las Benellis de Pasolini y Carruthers. Pasolini redujo la distancia a Gould y en la séptimo vuelta lo pasó. En la octava, Carruthers también lo pasó y Gould hizo una parada en boxes para reemplazar sus bujías. Herrero pudo pasarlo, pero Gould no perdió más posiciones y pudo mantener el cuarto lugar.

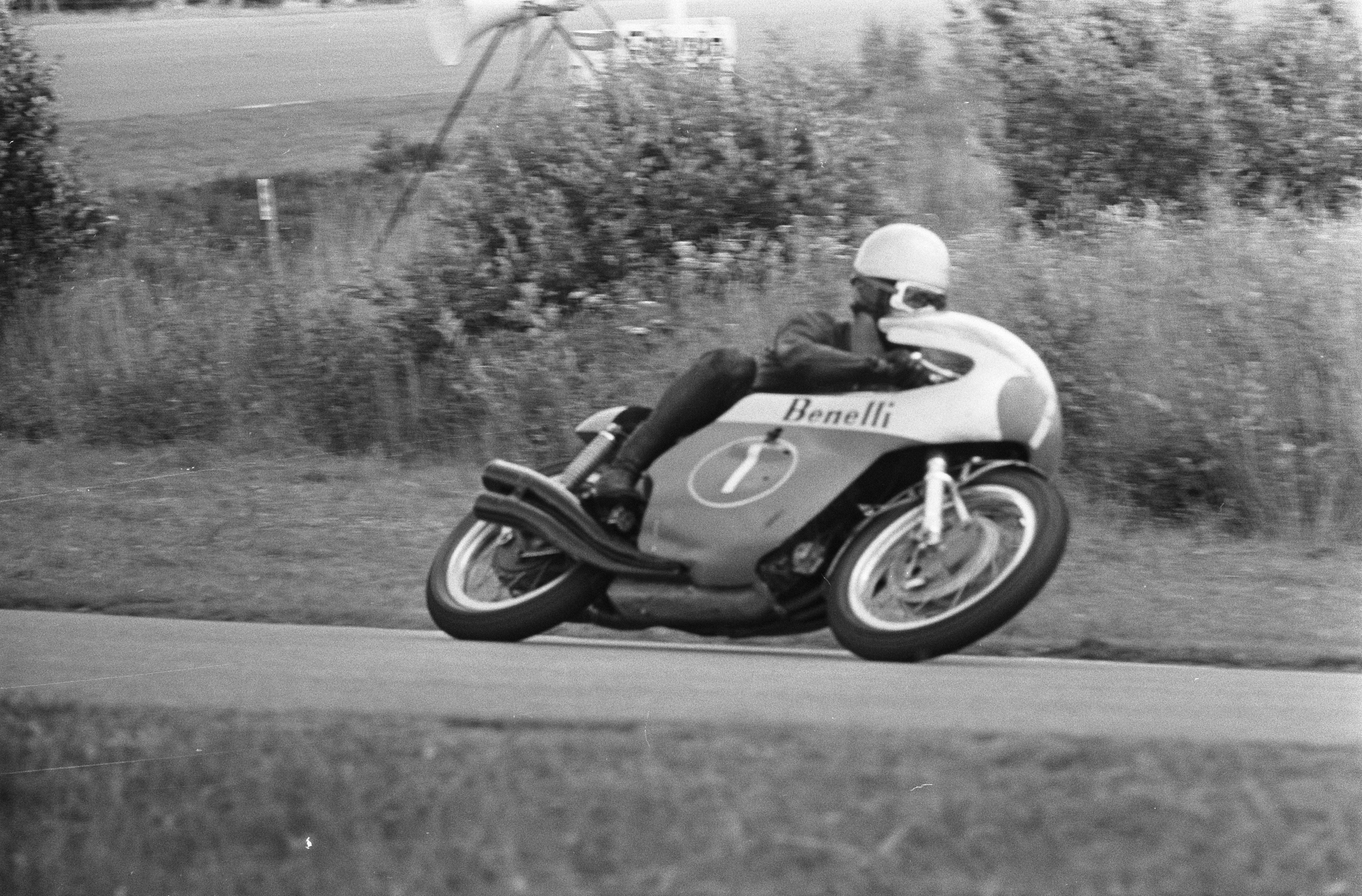
Renzo Pasolini

| Pos. | Piloto                 | Moto            | Tiempo     | Pts. |
| ---- | ---------------------- | --------------- | ---------- | ---- |
| 1    | Renzo Pasolini         | Benelli         | 56' 36" 3  | 15   |
| 2    | Kel Carruthers         | Benelli         | +17" 6     | 12   |
| 3    | Santiago Herrero       | OSSA            | +26" 2     | 10   |
| 4    | Rodney Gould           | Yamaha          | +1' 20"    | 8    |
| 5    | Silvio Grassetti       | Yamaha          | +1' 55"    | 6    |
| 6    | Dieter Braun           | MZ              | +2' 20" 9  | 5    |
| 7    | Kent Andersson         | Yamaha          | +2' 43"    | 4    |
| 8    | Börje Jansson          | Kawasaki-Yamaha | +3' 26"    | 3    |
| 9    | John Ringwood          | Yamaha          | +1 Vuelta  | 2    |
| 10   | Christian Ravel        | Yamaha          | +1 Vuelta  | 1    |
| 11   | Giuseppe Visenzi       | Yamaha          | +1 Vuelta  |      |
| 12   | Martti Pesonen         | Yamaha          | +1 Vuelta  |      |
| 13   | Lothar John            | Yamaha          | +1 Vuelta  |      |
| 14   | Lous van Rijswijk, Jr. | Yamaha          | +1 Vuelta  |      |
| 15   | Leo Commu              | Yamaha          | +1 Vuelta  |      |
| 16   | Terry Grotefeld        | Yamaha          | +1 Vuelta  |      |
| 17   | Gyula Marsovszky       | Bultaco         | +1 Vuelta  |      |
| 18   | František Št'astný     | Jawa            | +1 Vuelta  |      |
| 19   | Toni Gruber            | Yamaha          | +1 Vuelta  |      |
| 20   | Bob Coulter            | Bultaco         | +2 Vueltas |      |
| Ret  | Carlos Giró            | OSSA            | Ret        |      |
| Ret  | László Szabó           | MZ              | Ret        |      |
| DNS  | Heinz Rosner           | MZ              | DNS        |      |

## Resultados 125cc
En 125cc, había un rumor de que MZ comenzaría con una moto de tres cilindros pero no se pudo comprobar su fiabilidad ya que Heinz Rosner se cayó por una clavícula rota. En las sesiones de entrenamiento, casi todos tuvieron problemasː Dave Simmonds tuvo que reemplazar la moto varias veces, van Dongen montó un nuevo cigüeñal, Kent Andersson revisó su Yamaha y también Dieter Braun tuvo algunos problemas. El único que salió ileso del entrenamiento fue Heinz Kriwanek con su [Heinz Kippelsch] con la estándar Rotax. Hubo poca tensión en la carrera: un grupo de cinco rodó junto en la primera vuelta, dirigida por van Dongen, pero fue pasado por la Rotax DIY "escuálido" de KriwanekPero se encontró viento en contra e inmediatamente retrocedió para caerse unas vueltas después. Desde la segunda vuelta, Dave Simmonds con la Kawasaki comenzó a distanciarse del resto. Silvano Bertarelli (Aermacchi Ala d'Oro 125) solo logró mantenerse tercero en la misma ronda. Dieter Braun tuvo un buen comienzo pero falló con una varilla rota.
| Pos. | Piloto                 | Moto      | Tiempo     | Pts. |
| ---- | ---------------------- | --------- | ---------- | ---- |
| 1    | Dave Simmonds          | Kawasaki  | 49' 15"    | 15   |
| 2    | Kent Andersson         | Yamaha    | +1' 34" 1  | 12   |
| 3    | Silvano Bertarelli     | Aermacchi | +2' 53" 3  | 10   |
| 4    | Ginger Molloy          | Bultaco   | +1 Vuelta  | 8    |
| 5    | Tommy Robb             | Bultaco   | +1 Vuelta  | 6    |
| 6    | John Dodds             | Aermacchi | +1 Vuelta  | 5    |
| 7    | Siegfried Lohmann      | MZ        | +1 Vuelta  | 4    |
| 8    | Barry Smith            | Derbi     | +1 Vuelta  | 3    |
| 9    | Jerry Lancaster        | Honda     | +1 Vuelta  | 2    |
| 10   | Lous van Rijswijk, Jr. | Yamaha    | +1 Vuelta  | 1    |
| 11   | Bruno Veigel           | Honda     | +1 Vuelta  |      |
| 12   | Adolf Ohligschläger    | Yamaha    | +1 Vuelta  |      |
| 13   | Chas Mortimer          | Villa     | +1 Vuelta  |      |
| 14   | John Ringwood          | MZ        | +2 Vueltas |      |
| Ret  | Heinz Kriwanek         | Rotax     | Ret        |      |
| Ret  | Kel Carruthers         | Aermacchi | Ret        |      |
| Ret  | Jean Auréal            | Yamaha    | Ret        |      |
| Ret  | Dieter Braun           | Suzuki    | Ret        |      |
| Ret  | Walter Villa           | Villa     | Ret        |      |
| Ret  | Cees van Dongen        | Suzuki    | Ret        |      |
| Ret  | Jan Huberts            | MZ        | Ret        |      |
| DNS  | Heinz Rosner           | MZ        | DNS        |      |

## Resultados 50cc
En la categoría de 50cc, Cees van Dongen se registró para las carreras de 50 y 125cc en el TT de Assen, pero no pudo comenzar porque un periodista de De Telegraaf publicó rumores sobre una muñeca rota del piloto. El seguro de la KNMV no se conformó con una declaración del médico de Van Dongen y pedía pruebas de rayos X de la muñeca del hospital de Assen. La declaración médica llegó demasiado tarde para poder comenzar en la carrera de 50cc. La muñeca de Van Dongen estaba magullada pero no estaba rota y solo pudo correr la categoría de 125cc.
Por lo demás, si Aalt Toersen hubiera ganado su carrera en casa, difícilmente se le podría escapar el título mundial. Tanto el Kreidler como el Jamathi fueron muy rápidos pero Ángel Nieto fue la esperanza en las sesiones de entrenamiento al ser 7 segundos más rápido que Toersen. La nueva Jamathi refrigerada por agua tampoco iba muy bien pero Lodewijkx entrenó más rápido que Mijwaart con la vieja máquina refrigerada por aire. En la carrera, las Kreidlers de Jan de Vries y Toersen lideraron después de la primera vuelta, con Nieto justo detrás. En la segunda, Nieto tomó la delantera, mientras que la Jamathi de Mijwaart quedó varada, Paul Lodewijkx tuvo un mal comienzo y llegó 16º después de una vuelta. Finalmente Barry Smith superó a ambas Kreidlers. En la quinta ronda, Nieto se retiró debido a problemas en el encendido. En el momento en que los perseguidores pasaron junto al desamparado Nieto, De Vries pasó a Smith pero el británico retomó su primer lugar para acabar ganando.
| Pos. | Piloto               | Moto              | Tiempo    | Pts. |
| ---- | -------------------- | ----------------- | --------- | ---- |
| 1    | Barry Smith          | Derbi             | 30' 53" 3 | 15   |
| 2    | Jan de Vries         | Kreidler          | +11"      | 12   |
| 3    | Aalt Toersen         | Kreidler          | +26" 6    | 10   |
| 4    | Paul Lodewijkx       | Jamathi           | +49"      | 8    |
| 5    | Rudolf Kunz          | Kreidler          | +1' 11" 7 | 6    |
| 6    | Jos Schurgers        | Kreidler          | +1' 13" 8 | 5    |
| 7    | Santiago Herrero     | Derbi             | +1' 31" 2 | 4    |
| 8    | Gilberto Parlotti    | Tomos             | +1' 32"   | 3    |
| 9    | Ludwig Fassbender    | Kreidler          | +2' 11" 3 | 2    |
| 10   | Eugenio Lazzarini    | Morbidelli        | +2' 22" 6 | 1    |
| 11   | Jan Bruins           | Kreidler          | +2' 22" 9 |      |
| 12   | Teunis Ramaker       | Kreidler          | +2' 51" 2 |      |
| 13   | Jan Huberts          | Kreidler          | +3' 04" 7 |      |
| 14   | H. Meyer             | Kreidler          | +3' 29" 7 |      |
| 15   | Winfried Reinhard    | Reimo             | +3' 32" 1 |      |
| 16   | Janko-Florijan Štefe | Tomos             | +3' 32" 8 |      |
| 17   | Adrijan Bernetič     | Tomos             | +4' 16" 3 |      |
| 18   | Bruno Veigel         | Honda             | +4' 16" 6 |      |
| 19   | H. van Beek          | Kreidler          | +1 Vuelta |      |
| 20   | Jean-Louis Pasquier  | Derbi             | +1 Vuelta |      |
| 21   | Ruud Ijpelaar        | DKW               | +1 giro   |      |
| Ret  | Ángel Nieto          | Derbi             | Ret       |      |
| Ret  | Martin Mijwaart      | Jamathi           | Ret       |      |
| DNS  | Cees van Dongen      | Van Veen-Kreidler | DNS       |      |